# Hans Schröder (Fußballspieler)
Hans Schröder (* 4. September 1906 in Berlin; † 6. Januar 1970), auch „Hanne“ genannt, war ein deutscher Fußballspieler.

## Karriere

### Vereine
Schröder gehörte von 1925 bis 1935 dem Berliner Tennis-Club Borussia an, für den er bis Saisonende 1932/33 in der vom Verband Brandenburgischer Ballspielvereine organisierten Berliner Meisterschaft – in zwei Gruppen zu je zehn Mannschaften im Rundenturnier mit Hin- und Rückspiel ausgetragen – in der Gruppe A spielte.
Als Sieger aus der Gruppe B hervorgegangen, bestritt er das Finale um die Berliner Meisterschaft 1928 gegen den Sieger aus der Gruppe A, das dieser, Hertha BSC, erst in einem notwendig gewordenen Entscheidungsspiel mit 4:0 für sich entschied. Die Neuauflage des Finales um die Berliner Meisterschaft 1929 wurde ebenfalls von Hertha BSC in einem erneut notwendig gewordenen Entscheidungsspiel mit 5:2 entschieden, so auch 1930, diesmal im Gesamtergebnis von 5:1 nach Hin- und Rückspiel.
Mit der Modifizierung der Berliner Meisterschaft 1930/31 wurde erstmals eine Finalrunde des VBB ausgetragen, in der Schröders Verein, als Sieger der Gruppe B aus dem Bezirk Berlin-Brandenburg, den zweiten Platz hinter Hertha BSC belegte. Im Jahr darauf gewann Schröder mit dem Berliner Tennis-Club Borussia die Finalrunde des VBB 1932.
Von 1933 bis 1935 spielte er in der Gauliga Berlin-Brandenburg, eine von 16 Gauligen in der Zeit des Nationalsozialismus als höchste Spielklasse im Deutschen Reich.
Aufgrund der Anzahl an Erfolgen kam er in den Endrunden um die Deutsche Meisterschaft in insgesamt acht Spielen zum Einsatz und erzielte zwei Tore. Das Aus ereilte ihn und seine Mannschaft 1927/28, 1928/29, 1930/31 und 1931/32 jeweils im Viertelfinale, nachdem er auch die jeweiligen Achtelfinalbegegnungen bestritten hatte.

### Nationalmannschaft
Sein einziges Länderspiel für die A-Nationalmannschaft bestritt er während seiner ersten Spielzeit für den Berliner Tennis-Club Borussia im Alter von 19 Jahren am 18. April 1926 im Düsseldorfer Rheinstadion beim 4:2-Sieg über die Niederländische Nationalmannschaft.

## Erfolge
- Berliner Meister 1932